# احمد الغامدی (بازیکن فوتبال، زاده ۲۰۰۱)
احمد الغامدی (انگلیسی: Ahmed Al-Ghamdi؛ زادهٔ ۲۱ سپتامبر ۲۰۰۱) بازیکن فوتبال است.
وی همچنین در تیم‌های ملی فوتبال زیر ۲۰ سال، زیر ۲۳ سال و بزرگسالان عربستان سعودی بازی کرده‌است.